# Зрідження вугілля
Зрідження вугілля (рос. ожижение угля, англ. coal liquefaction; нім. Kohleverflüssigung f) — процеси переробки вугілля на рідкі продукти. Перебіг перетворення вугілля на нафтоподібну рідину шляхом каталітичних хімічних процесів відновлення, задля створення додаткових палив.
На початку XXI ст. відомі такі основні процеси переробки вугілля з кінцевим одержанням рідких продуктів: газифікація з наступним виробництвом синтетичних палив на основі синтез-газу, гідрогенізації, піролізу і так  званого «термічного розчинення». Найпридатніша температура розчинення для більшості твердих горючих копалин лежить у межах 380—450 °C, тиск 2-15 МПа, тривалість процесу 20-60 хв. Залежно від виду вугілля та способу скраплення, досягається вихід рідких продуктів на рівні 75-85 %.
Під час Другої світової війни його використовували для виробництва бензину для потреб озброєнь Німеччини та Японії. На піку виробництва в Німеччині виробляли 124 000 барелів бензину на день, що загалом становило 6,5 мільйона тонн у 1944 році.
Передбачається, що до 2030 року, частка зрідженого вугілля у загальній структурі паливних ресурсів досягне приблизно 20 %.